# HMS Balfour (K464)
HMS Balfour (K464) là một tàu frigate lớp Captain của Hải quân Hoàng gia Anh hoạt động trong Chiến tranh Thế giới thứ hai. Nó nguyên được Hoa Kỳ chế tạo như chiếc USS McAnn (DE-73), một tàu hộ tống khu trục lớp Buckley, và chuyển giao cho Anh Quốc theo Chương trình Cho thuê-Cho mượn (Lend-Lease). Tên nó được đặt theo George Balfour, hạm trưởng chỉ huy chiếc tàu chiến tuyến HMS Conqueror (1773) và đã từng tham gia cuộc  Chiến tranh Độc lập Hoa Kỳ. Nó đã phục vụ cho đến khi chiến tranh kết thúc tại Châu Âu, hoàn trả cho Hoa Kỳ năm 1945, và cuối cùng bị bán vào năm 1946.

## Thiết kế và chế tạo
Buckley là một trong số sáu lớp tàu hộ tống khu trục được Hải quân Hoa Kỳ chế tạo nhằm đáp ứng nhu cầu hộ tống vận tải trong Thế Chiến II, sau khi Hoa Kỳ chính thức tham chiến vào cuối năm 1941. Chúng hầu như tương tự nhau, chỉ với những khác biệt về hệ thống động lực và vũ khí trang bị. Động cơ của phân lớp Backley bao gồm hai turbine hơi nước General Electric để dẫn động hai máy phát điện vận hành hai trục chân vịt, và dàn vũ khí chính bao gồm 3 khẩu pháo pháo 3 in (76 mm)/50 cal.
Những chiếc phân lớp Buckley (TE) có chiều dài ở mực nước 300 ft (91 m) và chiều dài chung 306 ft (93 m); mạn tàu rộng 37 ft 1 in (11,30 m) và độ sâu mớn nước khi đầy tải là 11 ft 3 in (3,43 m). Chúng có trọng lượng choán nước tiêu chuẩn 1.430 tấn Anh (1.450 t); và lên đến 1.823 tấn Anh (1.852 t) khi đầy tải. Hệ thống động lực bao gồm hai nồi hơi và hai turbine hơi nước General Electric công suất 13.500 mã lực (10.100 kW), dẫn động hai máy phát điện công suất 9.200 kilôwatt (12.300 hp) để vận hành hai trục chân vịt;  công suất 12.000 hp (8.900 kW) cho phép đạt được tốc độ tối đa 23 kn (26 mph; 43 km/h). Con tàu mang theo 359 tấn Anh (365 t) dầu đốt, cho phép di chuyển đến 6.000 nmi (6.900 mi; 11.000 km) ở vận tốc đường trường 12 kn (14 mph; 22 km/h).
Vũ khí trang bị bao gồm pháo 3 in (76 mm)/50 cal trên ba tháp pháo nòng đơn đa dụng (có thể đối hạm hoặc phòng không), gồm hai khẩu phía mũi và một khẩu phía đuôi. Vũ khí phòng không tầm gần bao gồm hai pháo Bofors 40 mm và tám pháo phòng không Oerlikon 20 mm. Con tàu có ba ống phóng ngư lôi Mark 15 21 inch (533 mm). Vũ khí chống ngầm bao gồm một dàn súng cối chống tàu ngầm Hedgehog Mk. 10 (có 24 nòng và mang theo 144 quả đạn); hai đường ray Mk. 9 và bốn máy phóng K3 Mk. 6 để thả mìn sâu. Thủy thủ đoàn đầy đủ bao gồm 200 sĩ quan và thủy thủ.
Con tàu được đặt lườn như là chiếc DE-73 tại xưởng tàu của hãng Bethlehem-Hingham Steel Shipyard ở Hingham, Massachusetts vào ngày 19 tháng 4, 1943, được đặt tên McAnn vào ngày 18 tháng 5, 1943 và được hạ thủy vào ngày 10 tháng 7, 1943. Tuy nhiên trước đó nó đã được chuyển giao cho Anh Quốc vào ngày 10 tháng 6, 1943, và nhập biên chế cùng Hải quân Anh như là chiếc HMS Balfour (K464) vào ngày 7 tháng 10, 1943 dưới quyền chỉ huy của Hạm trưởng, Thiếu tá Hải quân Cecil Dick Bluett Coventry.

## Lịch sử hoạt động
Vào tháng 2, 1944, Balfour gia nhập Đội hỗ trợ 1 và đảm nhiệm hộ tống các đoàn tàu vận tải tại khu vực phía Tây Ireland.  Đến tháng 6, nó được điều sang Đội hộ tống 1 và cùng đơn vị này tham gia vào cuộc đổ bộ Normandy, là một trong số sáu đội hộ tống hình thành nên màn chắn khoảng 130 mi (210 km) về phía Tây Lands End, nhằm ngăn chặn tàu ngầm U-boat Đức xâm nhập từ các căn cứ trên bờ biển Đại Tây Dương của Pháp can thiệp vào cuộc đổ bộ.
Các đội hộ tống sau đó di chuyển đến khu vực eo biển Manche, và đến ngày 25 tháng 6, Đội hộ tống 1 đã truy lùng tại khu vực phía Đông Nam Torquay một tàu ngầm U-boat đối phương vốn đã phóng ngư lôi nhắm vào chiếc Goodson (K480), gây hư hại nặng cho chiếc tàu frigate. Balfour đã bắt được tín hiệu sonar của mục tiêu, và tấn công bằng súng cối chống tàu ngầm Hedgehog, đưa đến nhiều vụ nổ dưới nước và một vệt dầu loang lớn. Sau đó nó cùng tàu chị em Affleck (K462) tiếp tục tấn công mục tiêu bằng mìn sâu. Vào lúc đó, Balfour và Affleck được ghi công đã đánh chìm được tàu ngầm U-boat U-1191.
Tuy nhiên sau này Bộ Hải quân Anh rút lại quyết định này, cho rằng nguyên nhân chiếc tàu ngầm đối phương bị mất chưa được xác định. Các nguồn khác cho rằng hai chiếc tàu frigate đã tấn công nhầm vào xác tàu đắm của chiếc U-269 vốn đã bị đánh chìm cùng ngày trước đó, trong khi U-1191 chỉ thật sự bị đánh chìm sau đó tại eo biển Manche bởi Onslaught (G04), Oribi (G66), Brissenden (L79), Wensleydale (L86), Talybont (L18) và Seymour (K563) vào ngày 3 tháng 7.
Đến xế trưa ngày 18 tháng 7, Balfour tấn công tàu ngầm U-boat U-672 bằng mìn sâu. Cho dù U-672 sống sót qua đợt tấn công, nó bị hư hại nặng đến mức phải nổi lên mặt nước vào ngày 19 tháng 7, và bị sĩ quan chỉ huy đánh chìm. Toàn bộ 52 thành viên thủy thủ đoàn đều sống sót và được cứu vớt, trở thành tù binh chiến tranh cho đến khi cuộc xung đột kết thúc. Hoạt động này xảy ra tại eo biển Manche về phía Bắc Guernsey ở tọa độ 50°03′B 02°30′T / 50,05°B 2,5°T.
Sang tháng 12, Balfour trở thành soái hạm của Đội hộ tống 18 và hoạt động từ căn cứ Greenock. Đến tháng 3-tháng 4, 1945, nó quay trở lại Đội hộ tống 1 và hoạt động từ căn cứ Portsmouth, đối phó hoạt động của tàu ngầm U-boat đối phương trong khu vực eo biển Manche.
Sau khi chiến tranh chấm dứt tại châu Âu, Balfour quay trở về Hoa Kỳ vào ngày 16 tháng 10, 1945, và được chính thức hoàn trả cho Hải quân Hoa Kỳ tại Xưởng hải quân New York vào ngày 25 tháng 10, 1945, nhằm giảm bớt chi phí mà Anh phải trả cho Hoa Kỳ trong Chương trình Cho thuê-Cho mượn (Lend-Lease). Nó giữ lại cái tên USS Balfour, nhưng do dư thừa so với nhu cầu về tàu chiến sau khi chiến tranh đã chấm dứt, nó được cho rút tên khỏi danh sách Đăng bạ Hải quân Hoa Kỳ vào ngày 5 tháng 12, 1945, rồi được bán cho tiểu bang New York với trị giá một Đô la Mỹ vào ngày 28 tháng 10, 1946, nhằm sử dụng cho Học viện Hàng hải New York.